# Institute for Transportation and Development Policy
Institute for Transportation and Development Policy (Istituto per politiche di Trasporti e Sviluppo) o ITDP è una organizzazione non profit che si focalizza sullo sviluppo di sistemi di Bus Rapid Transit, ciclabilità, passeggio e trasporti non motorizzati e migliorare i margini per gli operatori di autobus.
Inoltre hanno programmi per la riforma dei parcheggi, gestione della domanda del traffico e politiche sui trasporti in relazione al clima globale. Secondo la sua missione l'ITDP è impegnata nel "promuovere un trasporto equo e sostenibile in tutto il mondo.".
Infine oltre al suo ruolo di supporto e consulenza per i "governi" locali per sviluppare un trasporto sostenibile, pubblica ogni anno una rivista di trasporto sostenibile Sustainable Transport, produce lo standard BRT e siede nel comitato per l'annuale "Sustainable Transport Award" (premio trasporto sostenibile) 